# Spui (Amsterdam)

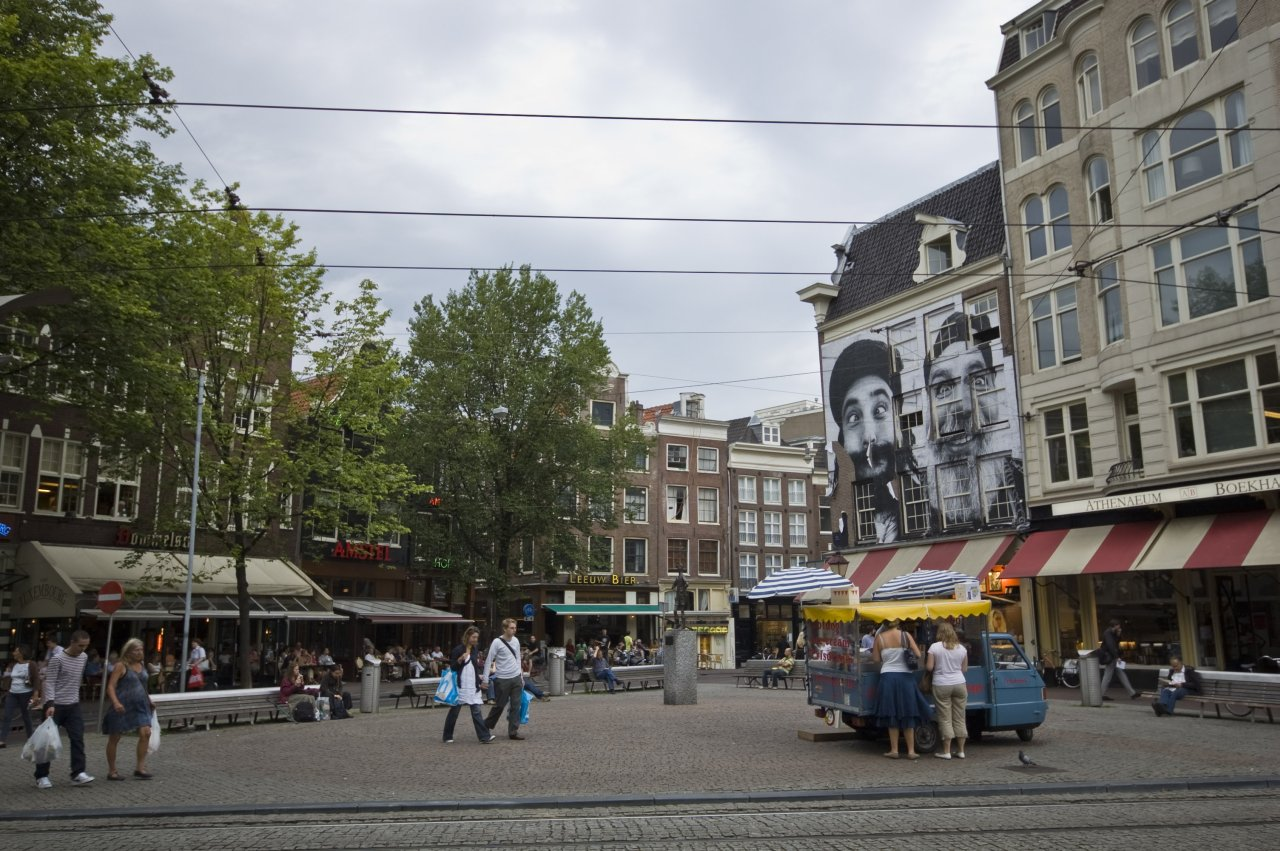
Die Spui

Spui ist ein Platz in der Innenstadt von Amsterdam.
Der Name kommt von dem Fluss Spui, der bis 1425 die Südgrenze von Amsterdam bildete.
Als der mittelalterliche Stadtgraben, die Singel, gegraben wurde, erhielt der Fluss eine weitere Schleuse, von den Einheimischen Boerenverdriet („Bauernverdruss“) genannt. 1882 wurde die Spui durch Aufschüttungen zum heutigen Platz verändert. Er ist seit 1996 Fußgängerzone.
An der Spui gibt es viele Buchhandlungen und jeden Freitag einen Buchmarkt. Jeden Sonntag gibt es einen Kunstmarkt. Der niederländische Verlag Athenaeum Boekhandel hat dort seinen Hauptsitz. Das Hofje Begijnhof betritt man von der Spui aus, wo auch die Oude Lutherse Kerk („Alte lutherische Kirche“) von 1630 und das Maagdenhuis von 1784 stehen. Auf dem Platz steht das Standbild Lieverdje („Hoffnungsträger“) von Carel Kneulman.

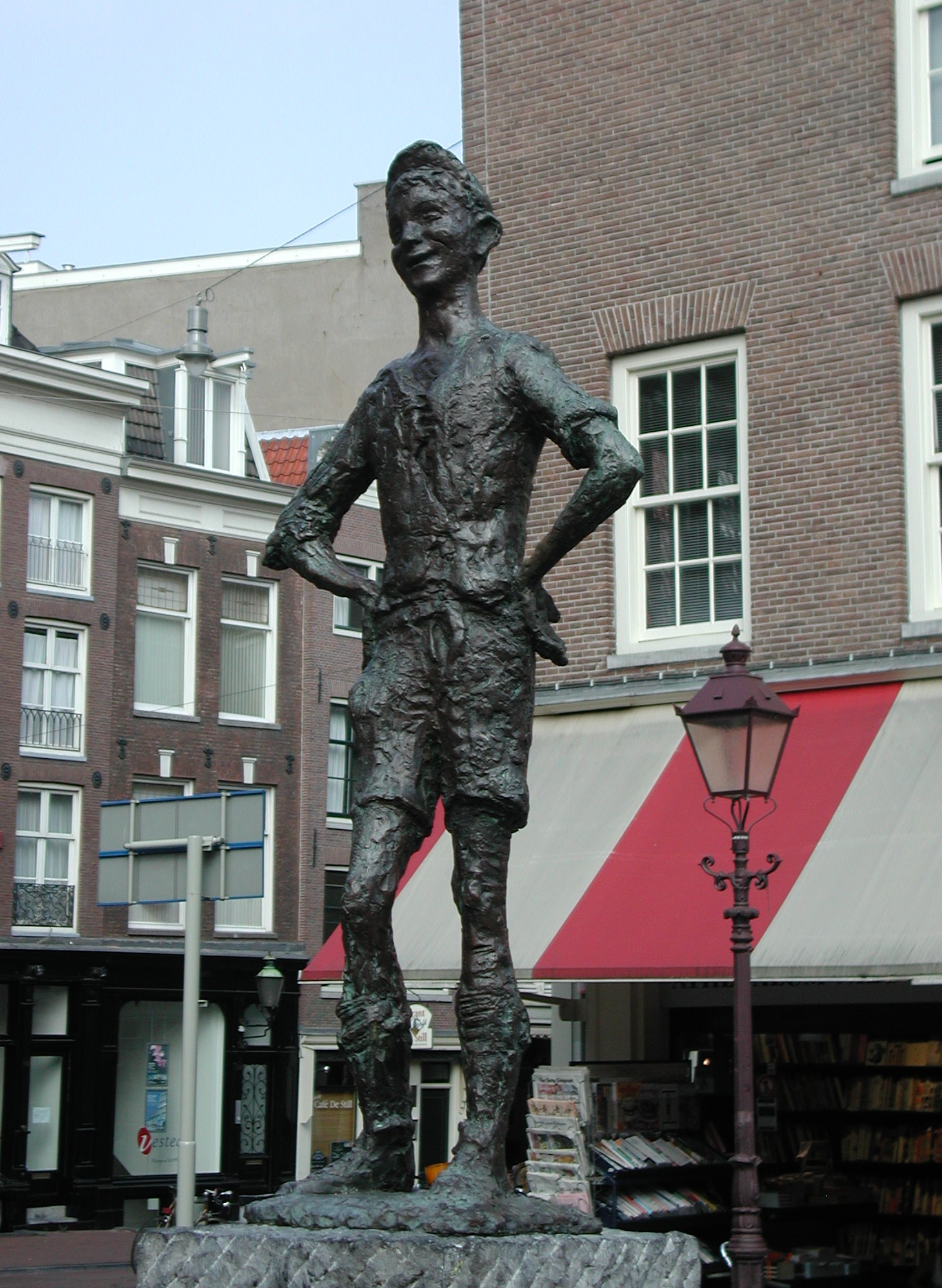
Das Lieverdje
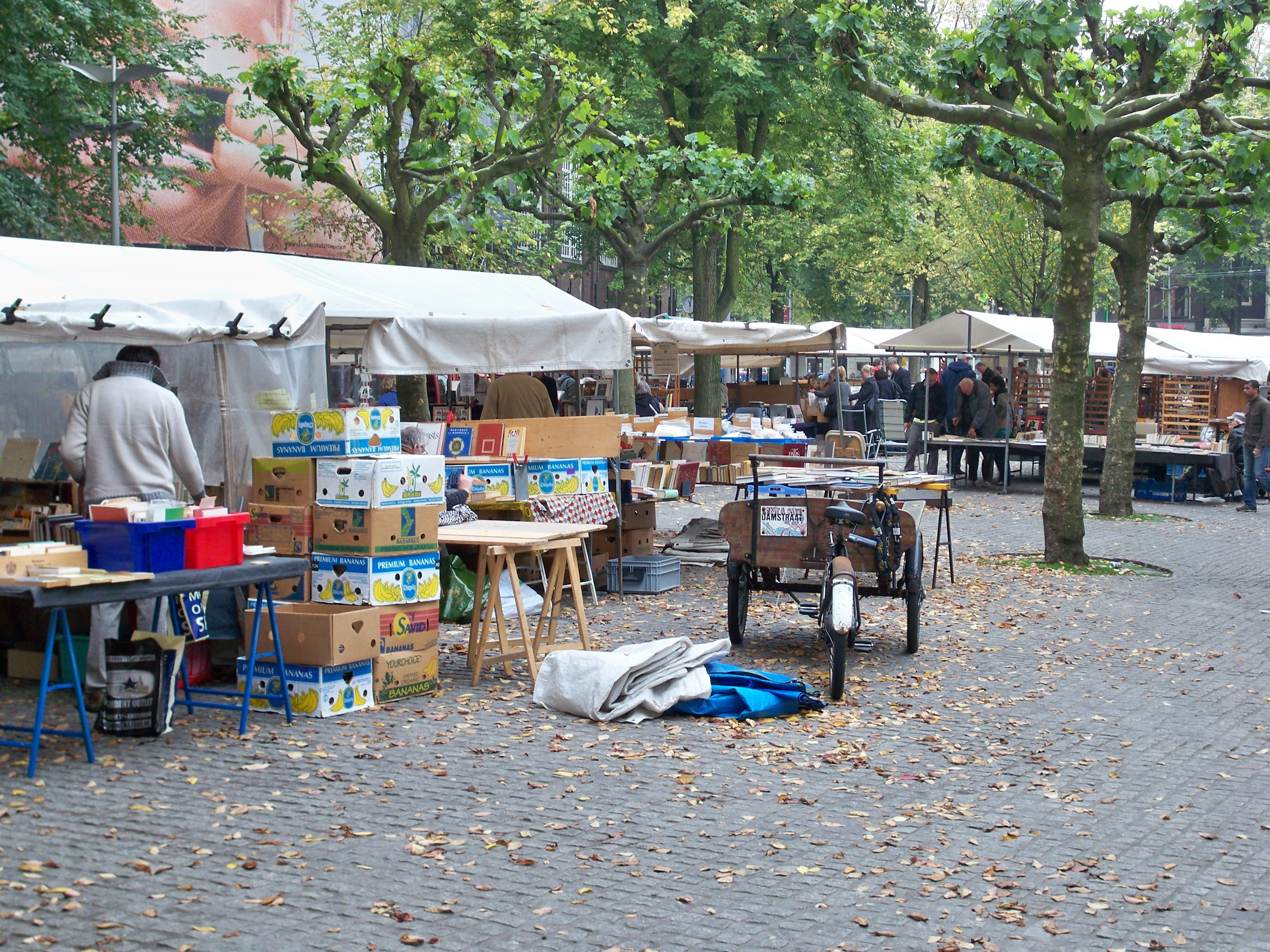
Der Buchmarkt